# Kamau Stokes
Kamau Thutmoses Stokes (Baltimora, 26 settembre 1995) è un cestista statunitense.